# Държавен знак за качество на СССР
Държавният знак за качество на СССР (на руски: Государственный знак качества СССР) е официалният съветски знак, създаден през 1967 г., чрез който се сертифицира качество на стоки.

## Символ
Знакът е изобразен като петоъгълен щит с ориентирана надолу буква К (от руската дума Kachestvo – качество), стилизирана като везни. Непосредствено над буквата е изписана на кирилица абревиатурата на СССР (на английски, USSR). 

## История
Знакът за качество се е поставял върху потребителски, производствени и технически стоки, за да се удостовери, че отговарят на стандартите за качество. Чрез знака се е целяло повишаване на ефективността на производствената система в СССР.
Знакът се е поставял върху самите стоки или техните опаковки, както и върху придружаващата ги документация или етикети. Правилата за неговото използване са определени от ГОСТ, съкращение от „държавен стандарт“ (на руски: государственный стандарт), раздел 1.9 – 67 (7 април 1967 г.). 
Правото да се използва знакът се е предоставяло за срок от 2 или 3 години на предприятията, чиито стоки са от „по-висока категория качество“.  Оценката на качеството се е извършвала от Държавна атестационна комисия (на руски: Государственная аттестационная комиссия) по следните критерии:
- качеството на стоките „отговаря или надхвърля качеството на най-добрите международни аналози (сходни стоки)“,
- параметрите на качеството са константни,
- стоките напълно отговарят на съветските държавни стандарти,
- стоките са съвместими с международните стандарти,
- производството на стоки е икономически ефективно и
- стоките задоволяват нуждите на държавната икономика и населението. [1]

Получавайки право да използват знака, предприятията са имали право да увеличат контролираната от държавата цена за стоките си с десет процента. Когато знакът е въведен, се е очаквало той да осигури високо качество на стоките. Въпреки това, със знака са били сертифицирани много съветски стоки, чието качество не е отговаряло на критериите.
След разпадането на Съветския съюз, руското правителство въвежда свой собствен знак за сертифициране на качеството, известен като Ростест (или знака Р). 